# Cazals (Lot)
Cazals é uma comuna francesa na região administrativa de Occitânia, no departamento de Lot. Estende-se por uma área de 10,57 km². Em 2010 a comuna tinha 637 habitantes (densidade: 60,3 hab./km²).